# Somerset (Massachusetts)
Somerset – miasto w Stanach Zjednoczonych, w stanie Massachusetts, w hrabstwie Bristol.